# Cratere Erkeley
Erkeley  è un cratere sulla superficie di Venere.